# كبريتات الزركونيوم الرباعي
كبريتات الزركونيوم الرباعي مركب كيميائي صيغته Zr(SO4)2، ويوجد على هيئة مسحوق بلوري أبيض، ويوجد منه عدة أشكال مائية Zr(SO4)2(H2O)n أشهرها رباعي الهيدرات.

## التحضير
يحضر هذا المركب من تفاعل حمض الكبريتيك مع ثنائي أكسيد الزركونيوم:
{\displaystyle {\ce {ZrO2 + 2 H2SO4 + H2O -> Zr(SO4)2(H2O)x}}}

## الخواص
لمجموعة مركبات هيدرات كبريتات الزركونيوم بنية معقدة، تتألف من 7-8 مراكز من ذرات الزركونيوم، وتكون ربيطات من الماء والكبريتات محيطة بها.